# Ōkubo-ji
Ōkubo-ji (大窪寺) est un temple Shingon situé à Sanuki, préfecture de Kagawa au Japon. C'est le temple 88 du pèlerinage de Shikoku. Les pèlerins laissent leur kongō-zue au temple au moment de parcourir le circuit. La cloche du temple Ōkubo-ji et les cloches des pèlerins ont été choisies par le ministère japonais de l'Environnement pour faire partie de la liste des 100 sons naturels du Japon,.

## Galerie

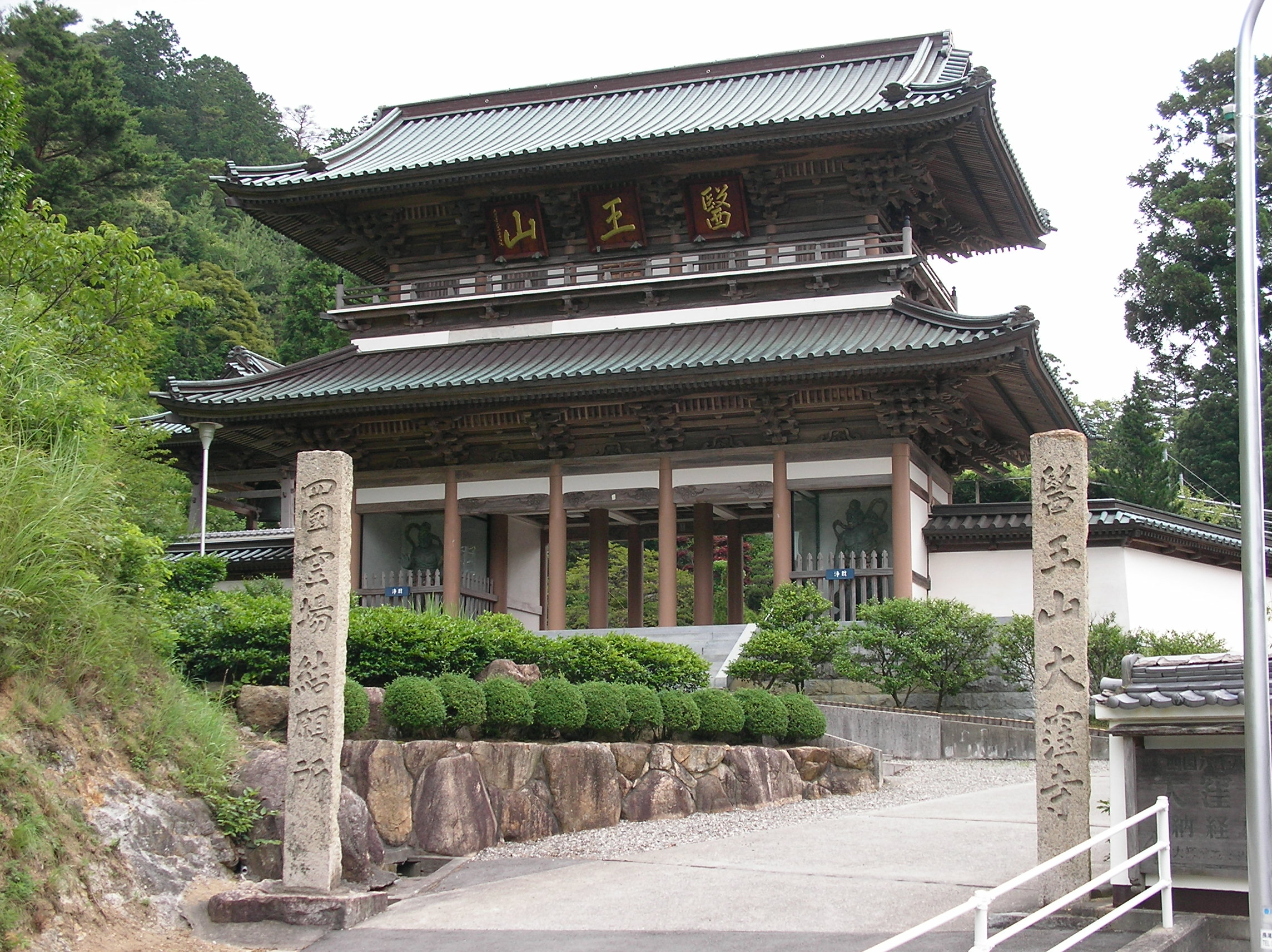
Sanmon.
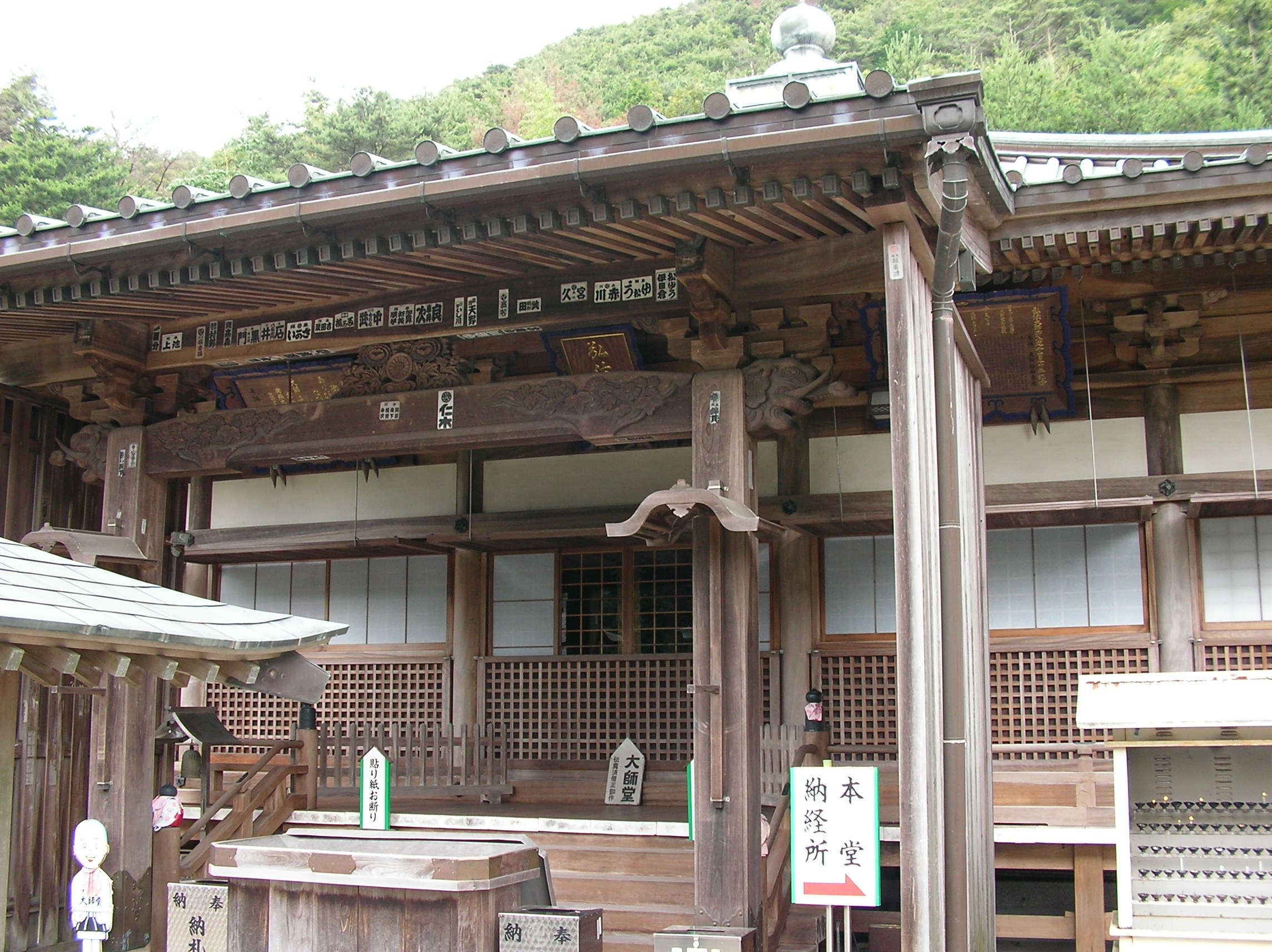
Daishido.
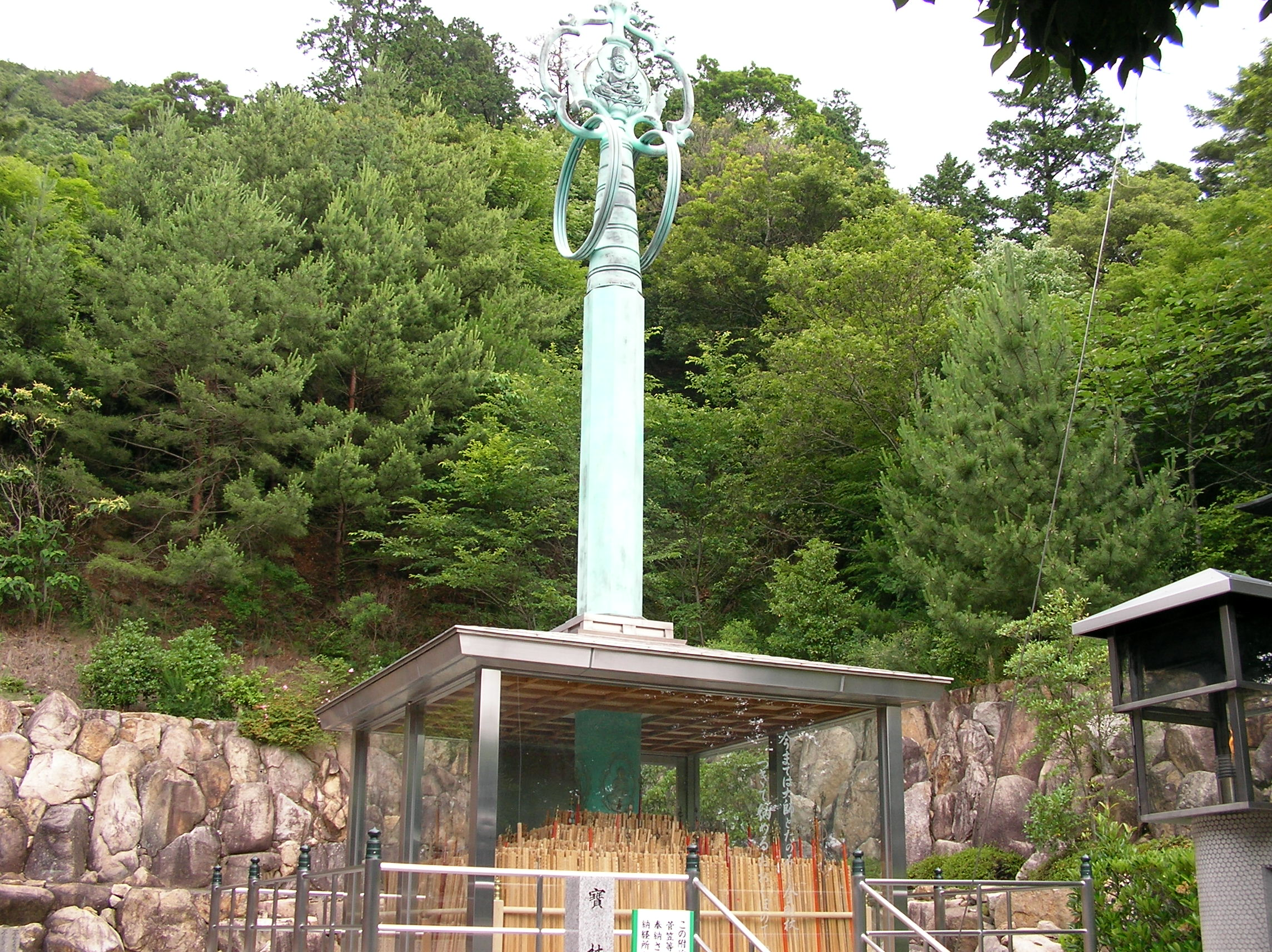
Hojodo.
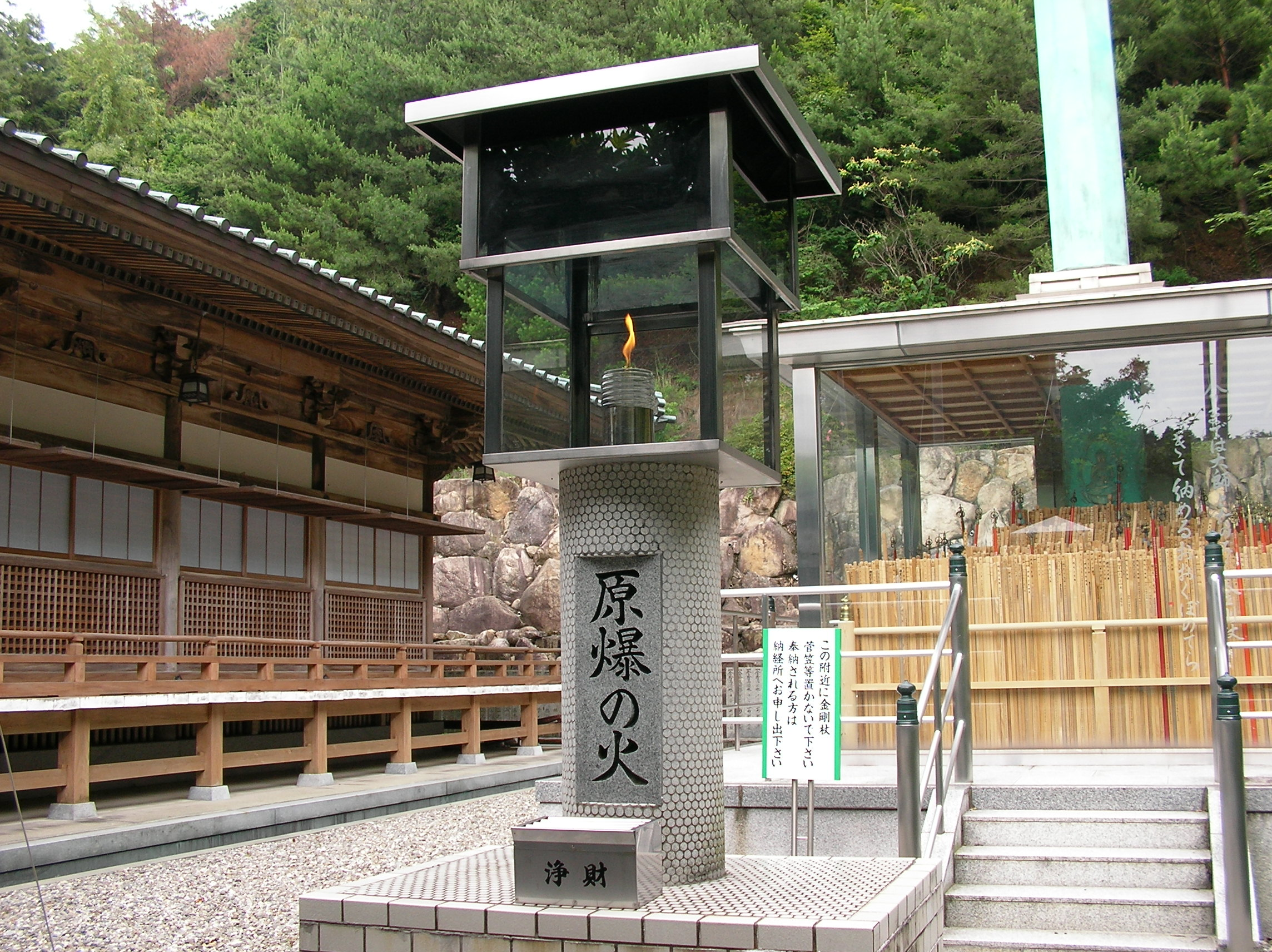
Genbakunoh.